# Dryoscopus
Dryoscopus es un género de aves paseriformes de la familia Malaconotidae conocidas vulgarmente como cublas. Están ampliamente distribuidas en África al sur del Sahara.

## Especies
Se reconocen las siguientes especies:
- Dryoscopus gambensis
- Dryoscopus pringlii
- Dryoscopus cubla
- Dryoscopus senegalensis
- Dryoscopus angolensis
- Dryoscopus sabini